# Live in Tokyo (Gigliola Cinquetti)
Live in Tokyo è un album dal vivo della cantante italiana Gigliola Cinquetti, pubblicato nel 1996 dall'etichetta discografica NAR.

## Descrizione
Il concerto che Gigliola Cinquetti ha tenuto nel 1993 in Giappone è stato un evento significativo nella sua carriera internazionale. La cantante, già famosa in terra nipponica grazie al successo di Non ho l'età e Alle porte del sole, ha eseguito un repertorio che ha celebrato la sua lunga carriera musicale. 
L'esibizione si è tenuta il 23 giugno del 1993 nel "Gotanda U-Port Hall", che era una sala eventi multifunzionale situata a Nishigotanda, (Tokyo).
Dalle registrazioni sono stati pubblicati due CD, uno in Italia nel 1996 con 11 tracce, l'altro un doppio CD con 23 canzoni uscito solo per il mercato giapponese con titolo Dio come ti amo - Gigliola Cinquetti Live in Tokyo '93. Di questo disco solo Ciao è stata registrata il 12 giugno al Sunplaza di Tokyo come riportato nell'ultima pagina del booklet del CD. 

## Tracce
- CD (NAR, 04429 5007-2)

1. Una vita che scappa – 4:14 (testo: Enrico Ruggeri – musica: Mimmo Locasciulli)
2. Luna vagabonda – 3:18 (Mimmo Locasciulli)
3. Sotto le stelle del jazz – 3:47 (Paolo Conte)
4. Abbassando – 3:28 (Peppe D'Argenzio, Giuseppe Servillo)
5. Notte di stelle – 3:35 (Enrico Ruggeri, Luigi Schiavone)
6. Chiamalo amore – 5:06 (testo: Amerigo Cassella – musica: Dario Farina)
7. Sull'acqua – 4:03 (Franco Maresca, Mario Pagano)
8. Prima del temporale – 3:05 (Enrico Ruggeri, Luigi Schiavone)
9. La donna cannone – 4:31 (Francesco De Gregori)
10. Odor di maggio – 4:38 (Mimmo Locasciulli)
11. La domenica andando alla messa – 3:48 (testo: Tradizionale – musica: Renato Angiolini)

Durata totale: 43:33

## Tracce edizione giapponese del 1993
- CD (Seven Seas, KICP 352/3)

CD1
1. Non ho l'età
2. Viva l'Italia
3. Abbassando
4. Chiamalo amore
5. Un giorno dopo l'altro
6. Una vita che scappa
7. Alle porte del sole
8. Notte di stelle
9. La donna cannone
10. Gira l'amore
11. Ciao

CD2
1. Luna vagabonda
2. Prima del temporale
3. Sotto le stelle del jazz
4. Sull'acqua
5. Il maestro nell'anima
6. Dio come ti amo
7. Odor di maggio
8. La pioggia
9. La domenica andando alla messa
10. Io vorrei non vorrei ma se vuoi
11. La spagnola
12. Anema e core

## Formazione
- Gigliola Cinquetti – voce
- Mimmo Locasciulli – pianoforte
- Massimo Buzzi - batteria
- Greg Cohen - basso
- Massimo Fumanti - chitarre
- Stefano Senesi - tastiere
- Cristina Orsi - vocalist

### Produzione
- Luciano Torani - ingegnere del suono